# All the World to Nothing
All the World to Nothing is een Amerikaanse dramafilm uit 1918 onder regie van Henry King.

## Verhaal
De vrijgezel Richard Chester heeft al zijn geld vergokt bij het kaarten. Hij valt binnen in het appartement van Nora Ellis, die heeft vernomen dat ze een fortuin zal erven op voorwaarde dat ze eerst trouwt. Richard trouwt met haar onder de naam Chester Dick en neemt vervolgens de benen. Nora's aanbidder Charles Renalls heeft geen weet van haar verstandshuwelijk en gelooft dat het enige obstakel haar enorme fortuin is. Hij beraamt daarom een plan om haar te ruïneren. Wanneer Richard dat plannetje ter ore komt, ruïneert hij Charles. Nora wordt verliefd op Richard, maar ze herkent hem niet meer. Charles maakt haar wijs dat Richard al getrouwd is en dat hij altijd een foto van zijn vrouw bij zich draagt. Tot haar verrukking komt Nora erachter dat zij er zelf op staat.

## Rolverdeling
| Acteur            | Personage       |
| ----------------- | --------------- |
| William Russell   | Richard Chester |
| Winifred Westover | Nora Ellis      |
| J. Morris Foster  | Everard Peck    |
| Hayward Mack      | Charles Renalls |